# Teoria Ghirardi-Rimini-Weber
La teoria Ghirardi-Rimini-Weber o GRW, és una teoria del col·lapse a la mecànica quàntica. El col·lapse GRW es diferencia d'altres teories del col·lapse proposant que el col·lapse de la funció d'ona es produeix espontàniament. GRW és un intent d'evitar el problema de la mesura en la mecànica quàntica.